# Perfekta: Uma Aventura da Escola de Gênios
Perfekta: Uma Aventura da Escola de Gênios é um filme de comédia brasileiro de 2024, dirigido por João Daniel Tikhomiroff com roteiro de Angela Fabri e David França Mendes. Produzido pela Mixer Films, o filme foi lançado em 17 de outubro de 2024 nos cinemas. Estrelado por Romulo Estrela, Murilo Gricolo e Ana Carolina Leite teve sua première nacional no Festival do Rio. É baseado na série Escola de Gênios, exibida no canal Gloob.

## Sinopse
Os jovens prodígios Isa (Sophia Rosa), Tom (Enzo Ignácio) e Linus (Murilo Gricolo) precisam resgatar a memória de Einstein, um antigo robô da escola. Para isso, contam com a ajuda de um enigmático cientista, Édison (Romulo Estrela), que vive recluso no Laboratório Perfekta. Este lugar é habitado por androides de última geração, inspirados em grandes gênios da humanidade, como Isaac Newton (Roberto Birindelli) e Sophie Germain (Bárbara Coura). Após um acidente durante uma atualização, Einstein se torna ameaçador e assume o controle do laboratório. Agora, os três jovens devem enfrentar os androides e recuperar a confiança do robô Einstein, em uma emocionante aventura de ficção científica repleta de ciência e tecnologia.

## Elenco
- Romulo Estrela como Édison Tomáz
- Murilo Gricolo como Linus
- Ana Carolina Leite como Nano
- Kaik Pereira como Isaac
- Roberto Birindelli como Isaac Newton
- Daniel Dantas como Beethoven